# 도요하라 구니치카
도요하라 구니치카(일본어: 豊原国周; 1835년 6월 30일~1900년 7월 1일)는 일본의 우키요에 판화가이다. 어릴 때 부터 재능을 드러내어 13세에 도쿄의 일류 목판업자 우타가와 구니사다의 제자가 되었다. 가부키극에 대한 깊은 이해와 지식을 가지고 있었으며, 주로 가부키 배우들의 목판화인 야쿠샤에를 제작하였다.
알코올 중독자이자 바람둥이인 구니치카는 또한 미인화, 당대의 사회상, 풍경, 역사적 장면들에 대한 작품도 만들었다. 에도 시대에 큰 명성을 얻었으며, 메이지 시대에도 그 명성이 이어졌다. 도요하라와 동시대를 살았던 미술학자들을 포함해 현대까지도 많은 미술사학자들은 토요하라가 사회적, 정치적인 격변기를 살아간 미술가로서 중요한 업적을 많이 남겼다고 평한다.

## 생애 초기
도요하라 구니치카는 1835년 6월 30일 오시마 야소하치라는 이름으로 에도 교바시 지역에서 태어났다. 아버지 오시마 규주는 오슈야라는 이름의 센토를 운영했다. 그는 무뚝뚝하고 가난했지만 가정적인 남자였다. 야소하치가 어린 시절 아버지는 그가 운영하던 목욕탕을 잃었다. 어머니 아라카와 오야에는 다방 주인의 딸이었다. 당시 오시마 야소하치는 성씨를 바꿀 수 있었는데, 아버지의 사업 실패로 인해 오시마 야소하치는 어머니의 성을 가져갔고, 이후 아라카와 야소하치로 불렸다.
어린 시절의 야소하치는 장난꾸러기로 유명했다. 이웃들과 종종 문제를 일으켰는데, 9살 때 아사쿠사의 산노마쓰리에서 싸움에 휘말렸다는 것 외에는 어린 시절에 대해 알려진 것이 거의 없다. 10살 때에는 옷감을 제작하는 곳에서 일을 배우기 시작했다. 그러나 장사를 배우는 것보다 회화를 더 좋아했기 때문에, 11살에는 아버지의 목욕탕이 있었던 곳 근처의 가게로 이직했다. 거기서 종이 덮개가 있는 나무틀로 구성된 일본의 등갓 제작을 도왔다. 12살에는 형인 조키치가 그림가게를 열었는데, 야소하치는 거기서 삽화를 그렸다.

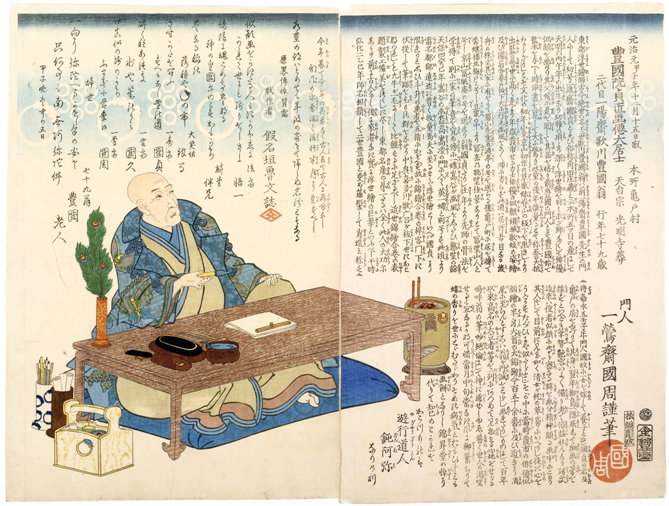
구니사다의 부고와 초상화. 1865년 제작.

12세 무렵부터 도요하라(이치오사이) 쓰카노부와 함께 공부하기 시작한 것으로 추정된다(구니치카의 제자 요수 지카노부와 다른 인물이다). 동시에 그는 메이린도라는 가게에서 파는 배우 초상화를 제작하기 시작했다. 그의 스승은 그에게 "카즈노부"라는 이름을 지어주었다. 치카노부의 추천을 받아 19세기 중반의 대표적인 인쇄업자인 우타가와 구니사다의 작업실에 견습생으로 받아들여진 것으로 추정한다. 1854년에 처음으로 목판에 자신의 서명을 담았는데, 쿠니사다와 치카노부 두 선생의 이름을 합성해 "쿠니치카"라는 이름을 필명으로 삼았다. 그의 초기 작품들은 우타가와 양식의 파생물이었는데 일부는 완전한 복제품이었다. 구니사다의 스튜디오에서 일하는 동안 구니치카는 도시의 대부분을 파괴한 1855년의 안세이 대지진 이후 덴진바시 거리의 조감도를 묘사하는 인쇄물을 만드는 의뢰를 받았다. 이는 쿠니사다의 단순한 견습생 신분에서 한 층 더 올라간 것을 시사한다.
1862년, 구니치카는 극장에서의 싸움을 묘사한 판화의 의뢰에 응하여 패러디 판화(미타테에)를 만든다. 그러나 이 작업은 그 싸움에 연루된 학생들의 분노를 일으켰다. 그들은 쿠니치카의 집을 샅샅이 뒤졌으며, 구니사다의 작업실에 강제로 들어가려고 했다. 이후 구니사다는 구니치카에게 구니사다라는 이름을 사용할 권리를 취소했다. 수십 년 후 쿠니치카는 자신이 이 경험에 의해 크게 "겸손한" 사람이 되었다고 회고했다.
이후 구니치카의 명성은 계속 높아졌고, 개중에는 스승의 초상화 몇 점을 의뢰받기도 했다. 구니사다가 1865년에 사망했을 때, 그의 제자는 기념 초상화를 두 점을 의뢰받았다. 초상화의 오른쪽 판에는 작가 가나가키 로분이 쓴 부고가, 왼쪽에는 쿠니치카 등 학생 3명이 쓴 추모시가 실렸다.

## 격동기의 예술가

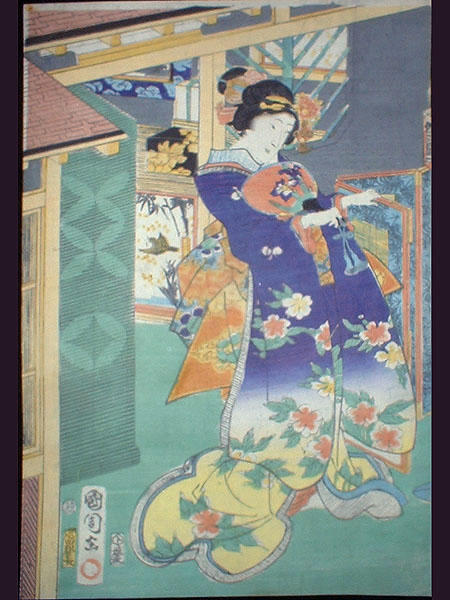
겐지공의 궁녀. 1865년 제작.

구니치카가 본격적으로 활동을 시작했을 때, 봉건 사회에 기반한 에도 시대가 막을 내리기 시작했다. 근대 메이지 시대(1868년 ~ 1912년)는 급격한 근대화, 산업화, 서구와의 광범위한 접촉으로 인해 이전의 시대와는 극명한 대조를 이루었다. 이전의 우키요에 예술가들은 도시 생활과 사회, 특히 그들이 광고를 수주한 극장의 모습을 묘사했다. 그러나 메이지 시대에 사진기술 등 새로운 기술이 들어오게 되었고, 이는 대부분의 판화가들이 기존의 작업만으로는 생계를 유지하는데 어려움이 생겼다는 것을 의미했다.
구니치카의 예술이 완숙해지며, 극화의 대가로서 그의 명성은 꾸준히 높아져갔다. 1865년, 1867년, 1885년에 우키요에 화가들의 평가에서 그의 이름은 각각 8위, 5위, 4위에 올랐다. 도쿠가와 막부가 붕괴되기 1년 전인 1867년, 그는 정부로부터 공식적인 의뢰를 받아 파리에서 열린 1867년 만국박람회에 출품될 10점의 판화를 제작했다. 그는 또한 시카고에서 열린 1893년 콜롬비아 만국박람회에도 판화를 출품했다.

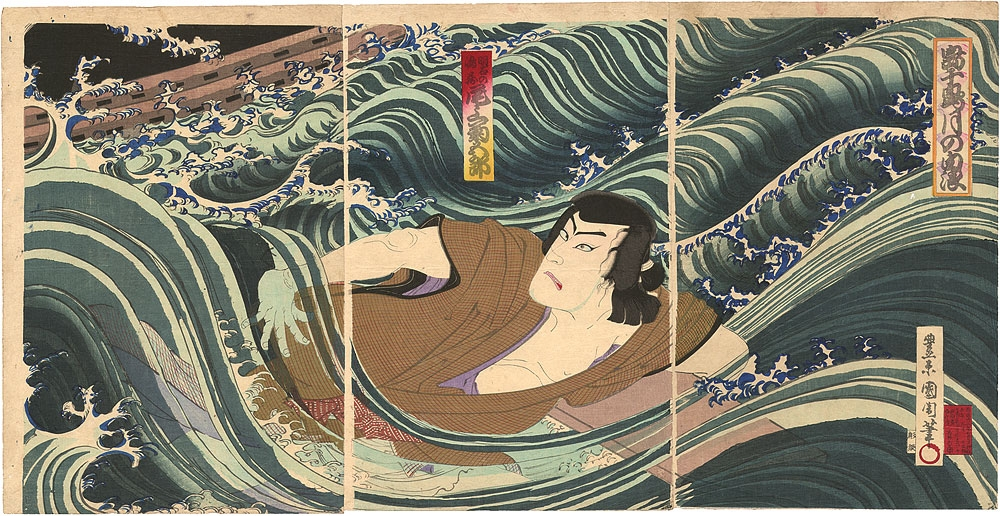
구니치카가 1890년에 제작한 삼중판화.

비록 구니치카의 메이지 시대 작품들이 스승으로부터 배운 전통적인 우키요에에 뿌리를 두고 있지만, 현대 기술과 이를 통합하기 위한 노력도 이어갔다. 1869년에는 쓰키오카 요시토시와 함께 공동으로 연작을 제작했으며, 서양에서 도입된 소멸점 원근법을 적용한 실험적 작품을 몇 편 제작했다.
언론은 구니치카가 메이지 시대에도 멈추지 않고 성공가도를 계속 이어갔다고 단언했다. 1874년 7월 헨타이신문은 "유색 목판화는 도쿄의 특산품 중 하나인데, 교사이, 요시토시, 요시쿠, 구니치카, 긴코가 이 분야의 전문가"라고 말했다. 1874년 9월, 같은 잡지에 "요시쿠, 구니치카, 요시토시. 그들이 가장 인기 있는 우키요에 제작가들이다"라는 기사가 실렸다. 1890년 11월에는 요미우리 신문에서 우타가와 학파 예술가들에 대해 "요시토시는 전사 판화의 전문가였다면, 배우들의 초상화로 유명한 목판화 예술가는 구니치카이며, 궁녀들을 위해서는 치카노부가 있었다"고 적었다.
동시대의 평론가들은 구니치카가 배우들을 그릴 때 색을 능숙하게 사용하는 것에 주목했지만, 때로는 이러한 색 선택이 비판을 받기도 했다. 그 시대의 대부분의 예술가들과는 달리, 그는 이전에 사용되었던 부드러운 색상보다는 강한 빨간색과 어두운 보라색을 배경색으로 사용하곤 했다. 이 새로운 색들은 메이지 시대에 독일에서 수입된 아닐린 염료로 만들어졌다. 일본인들에게 빨간색은 서양식 진보의 새로운 시대의 진보와 계몽의 상징으로 받아들여졌다.

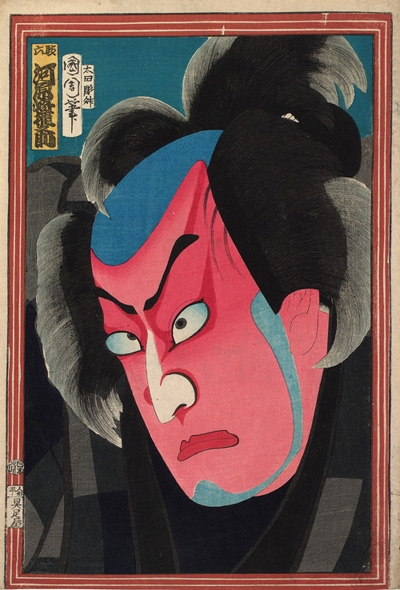
1869년경에 그린 다로쿠 역의 가와라자키 곤노스케.

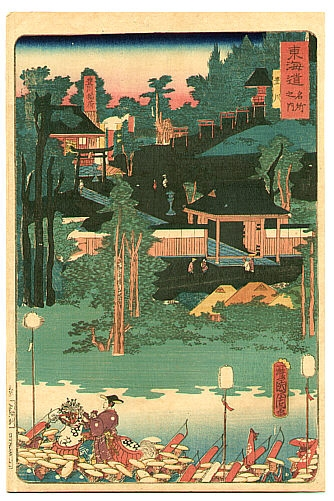
도카이도의 풍경화. 1863년 제작.

1863년에는 쇼군 도쿠가와 이에모치가 천황에게 경의를 표하기 위해 에도에서 교토까지 여행한 것을 기념하기 위해 의뢰받은 도카이도 풍경화 연작을 제작했다. 그 외에는 풍경화만 제작한 적은 별로 없었는데, 만들었다고 해도 주로 야외에서 노니는 미인들의 배경으로 일부 제작했을 뿐이었다. 유명한 신화와 설화를 주제로 작품을 제작하기도 했으며, 전투를 묘사한 판화도 드물지만 만들었다. 당시 서양 복식이 일본에서 유행을 얻고 있었음에도 불구하고, 서양 의복을 입은 인물의 판화는 거의 제작하지 않았다. 춘화도 몇 편 그렸다고 알려져 있지만 춘화에는 서명을 하지 않았기 때문에 어떤 그림이 그의 작품인지는 분명히 알기 어렵다. 구니치카는 문하생을 많이 두었지만 그들 중 판화가로 명성을 얻은 사람은 거의 없었다. 변화하는 예술판에서 그들은 목판화를 계속 고수하기보다 책이나 잡지, 신문과 같은 대중 출판물을 위한 삽화를 제작했다. 대표적인 제자로는 요수 지카노부와 모리카와 지카시게가 있다. 둘 다 처음에는 그의 스승처럼 가부키 작품을 많이 그렸지만, 후에 치카노부는 여성의 의복으로 주제를 바꾸었으며 치카시게는 삽화를 그렸다. 미술사학가들은 둘 다 그의 구니치카만큼의 명성을 얻지는 못했다고 평한다.

## 같이 보기
- 가부키
- 우키요에

## 참고 문헌
- Brown, Kendall; Green, Nancy; Stevens, Andrew (2006). 《Color Woodcut International: Japan, Britain and America in the Early Twentieth Century》. Madison, WI, U.S.A.: Chazen Museum of Art, University of Wisconsin-Madison. ISBN 978-0-932900-64-7.
- “Castle Fine Arts Biography: Kunichika (1835–1900)”. Castle fine arts. 2006년 11월 7일에 원본 문서에서 보존된 문서. 2007년 10월 14일에 확인함.
- Faulkner, Rupert (1999). 《Masterpieces of Japanese Prints: Ukiyo-e from the Victoria and Albert Museum》. Tokyo, Japan: Kodansha International Ltd. ISBN 978-4-7700-2387-2.
- Ficke, Arthur Davidson (1915). “Chats on Japanese Prints”. London, England: T. Unwin Ltd.
- Hinkel, Monika (2006). “Toyohara Kunichika (1835–1900)”. Doctoral Dissertation (독일어). Bonn, Universität Bonn. 2007년 6월 7일에 원본 문서 (PDF)에서 보존된 문서. 2007년 10월 11일에 확인함.
- Newland, Amy Reigle (1999). 《Time present and time past: Images of a forgotten master: Toyohara Kunichika, 1835–1900》. Leyden, the Netherlands: Hotei Publishing. ISBN 978-90-74822-11-4.